# Girolamo Fazio
Girolamo Fazio (Trapani, 7 luglio 1954) è un politico italiano, sindaco di Trapani dal 2001 al 2012. È stato deputato all'Assemblea regionale siciliana, fino al 14 giugno 2017, data nella quale ne diede ufficialmente le dimissioni.

## Biografia
Nato e cresciuto nelle campagne di Trapani, in contrada Fulgatore, consegue la maturità al Liceo Classico Ximenes e si laurea in Giurisprudenza a Palermo. Avvocato, dal 1985 è iscritto all'Ordine degli Avvocati di Trapani e dal 1997 nell'albo speciale dei legali cassazionisti.
È stato docente di materie giuridiche nella Facoltà di Giurisprudenza dell'Università di Palermo e nel "Polo Didattico" di Trapani e presso la Facoltà di Scienze Politiche della stessa università. Gestisce, insieme alla famiglia, l'azienda vitivinicola ereditata dal padre a Fulgatore, da lui sviluppata, Fazio wines.

### Attività politica
Alle elezioni comunali del 25 novembre 2001 è stato eletto sindaco di Trapani con Forza Italia al primo turno con il 60,1% dei voti. Guida una giunta di centro-destra.
È stato uno dei fautori dello svolgimento a Trapani dell'America's Cup.
Nelle elezioni amministrative del 13 maggio 2007 è stato riconfermato con una percentuale di voti del 64,2%, con una coalizione di centro destra, fino al 2012.
Ha aderito al PdL nel giugno 2011.
Nel maggio 2012 è eletto consigliere comunale di Trapani nella "lista Fazio" con 610 preferenze.
Il 28 ottobre 2012 viene eletto deputato all'Assemblea regionale siciliana primo eletto nella lista del Popolo della Libertà nel collegio provinciale di Trapani con 6.283 voti, ma si iscrive al gruppo misto.
Nel febbraio 2017, a seguito di una causa civile, viene dichiarato decaduto con un voto dal consiglio comunale di Trapani, ma nell'aprile successivo viene reintegrato dal tribunale. Sempre ad aprile annuncia la sua candidatura per un terzo mandato da sindaco di Trapani. Alle elezioni dell'11 giugno 2017 è il primo dei candidati a sindaco, con il 31,8%, ma il 13 giugno annuncia che si ritira da ballottaggio.

#### Opposizione a Centrale Solare Insolation 17
Nel mese di ottobre 2013, Girolamo Fazio presenta una interrogazione parlamentare all'ARS in cui chiede al presidente della Regione Siciliana ed agli assessori regionali al Territorio e Ambiente e all'Energia di intervenire per bloccare la costruzione di una centrale solare termodinamica, da parte della società Insolation 17 Srl, in Contrada Carcitella, a Mazara del Vallo. La giustificazione sarebbe un presunto impatto ambientale che stravolgerebbe l'ecosistema della zona. Il deputato richiama una criticata mozione presentata al Senato, nel luglio 2009, in cui si affermava impropriamente che il solare termodinamico sia sempre combinato con altre fonti non rinnovabili. L'evidente riferimento alla data era all'unico progetto in essere, quello Archimede a Priolo Gargallo di ENEL che è un campo solare che produce vapore a servizio della aderente centrale a ciclo combinato a gas. Il progetto Insolation 17 invece non prevede alcun funzionamento ibrido con centrali termoelettriche.

## Vicende giudiziarie
Nel 2005, a seguito di una grave situazione di tensione creatasi nell'ambito della gestione dei rifiuti, che doveva passare alla gestione dell'ATO Rifiuti viene indagato. Il Sindaco contestava l'operato dell'ATO, sostenendo che le iniziative che si intendevano intraprendere avrebbero danneggiato i cittadini. L'ATO ha iniziato la sua attività solo nel mese di settembre del 2009, nonostante la società fosse stata creata e sostenuta economicamente dai comuni aderenti nel 2002.
In una registrazione telefonica il sindaco trapanese dice al consigliere comunale Vito Dolce, allora suo compagno di partito: "Io sono costretto a prendermela con lei, nonostante non abbia nulla contro di lei... o io, lunedì mattina, ho le dimissioni (di Vincenzo Scontrino, neoamministratore dell'ATO, amico di Dolce ed in rotta con Fazio) qua davanti, o lei martedì mattina...”.
Processato, il 7 marzo 2006 viene dichiarato in primo grado colpevole dei delitti di violenza privata e consumata e viene condannato ad un anno di interdizione dai pubblici uffici, al risarcimento dei danni a favore degli stessi Dolce e Scontrino, quindi alla pena di sei mesi di reclusione. Assolto invece per il reato di abuso d'ufficio. In appello nel 2008 è stata confermata l'assoluzione di Fazio per il reato di abuso d'ufficio e ridotta la condanna a 4 mesi per i delitti di violenza privata, sostituendola con la pena di una multa di 1.520 euro, con l'esclusione delle altre pene accessorie.
Il 19 maggio 2017 viene posto ai domiciliari con l'accusa di aver intascato tangenti per fondi riguardanti il trasporto marittimo dall'armatore Ettore Morace, anch'egli arrestato. 
Il 31 maggio, con decreto del Presidente del Consiglio dei Ministri, ne era stata accertata la sospensione dalla carica di Deputato dell'Ars, n. 235 con effetto a decorrere dall'11 maggio 2017.Il 3 giugno il Gip lo ripone in libertà. Il 14 giugno si dimette da deputato all'Ars. Per questa vicenda, Fazio è tuttora imputato al Tribunale di Trapani, con l'accusa di corruzione, rivelazione di segreti di ufficio e traffico illecito di influenze.